# کولکام
کولکام (به لاتین: Kulkam) یک منطقهٔ مسکونی در روسیه است که در شهرستان کایاکنتسکی واقع شده‌است.